# Kościół św. Bartłomieja Apostoła w Prievidzy

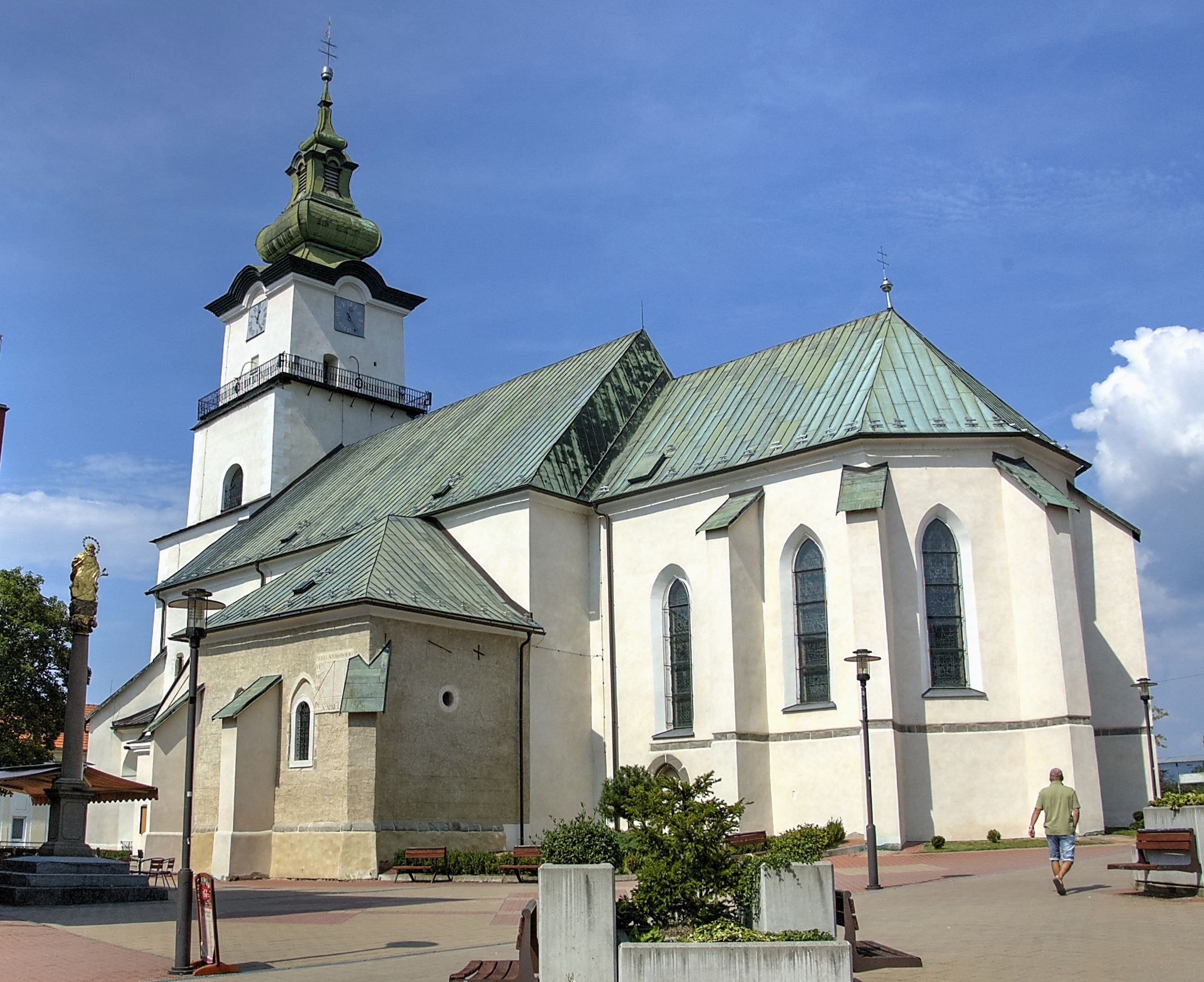
Kościół św. Bartłomieja Apostoła w Prievidzy

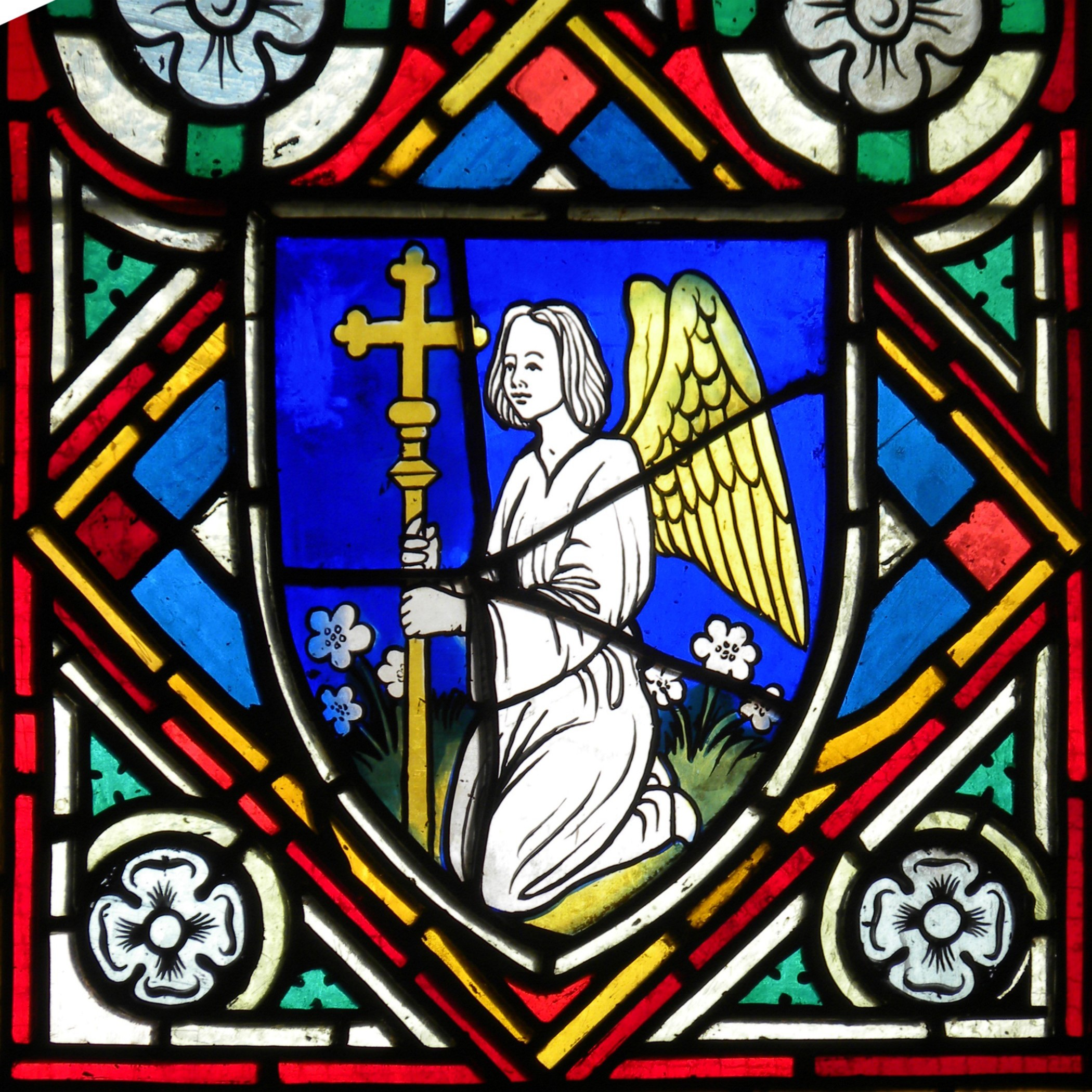
Herb Prievidzy z witraża w kościele św. Bartłomieja Apostoła

Kościół św. Bartłomieja Apostoła w Prievidzy (słow. Kostol sv. Bartolomeja apostola) – drugi najstarszy z trzech zabytkowych kościołów w mieście Prievidza na Słowacji. Położony w obrębie prievidzkiego Starego Miasta, przy placu Pribinovo námestie.

## Historia
Najstarsza fara w Prievidzy powstała na początku XIII w. przy kościele Wniebowzięcia Marii Panny na wzgórzu zamkowym. Po jej zaniku w 1321 r. powstała wkrótce nowa fara na terenie formującego się miasta, w którym w drugiej połowie XIV w. wzniesiono nowy kościół parafialny. Patronem kościoła, parafii i całego miasta został św. Bartłomiej Apostoł – patron garbarzy. Kościół został znacznie zniszczony i podpalony w 1678 r. podczas napadu kuruców w czasie powstania Thökölyego. Zawalił się wówczas dach nawy i ciężko uszkodzona została wieża.

## Architektura
Kościół orientowany, murowany, pierwotnie wzniesiony w stylu gotyckim. Jednonawowy, z węższym prezbiterium zamkniętym trójbocznie. W nawie sklepienia krzyżowe, w prezbiterium – gwiaździste. Z biegiem lat budowla podlegała drobnym zmianom, m.in.w XV w. dobudowano dwie boczne kaplice, a później w jej wnętrzu zainstalowano organy. Odbudowa kościoła po napadzie kuruców trwała 20 lat. Uszkodzoną wieżę obmurowano od zewnątrz drugą warstwą murów, tworzących trzy coraz węższe piętra. Trzecie piętro zwieńczone jest zewnętrznym gankiem z kutą balustradą, przeznaczonym dla strażnika miejskiego. Na ostatniej (czwartej) kondygnacji wieży zainstalowano zegar mechaniczny, a samą wieżę nakryto barokowym hełmem. Na przełomie XVIII i XIX w. zostało zamurowane wejście północne – obecnie znajduje się w tym miejscu Grób Boży. Nowe wejście powstało w ścianie południowej. Dobudowana przy nim kruchta służyła jako miejsce schronienia żebrakom, dlatego powszechnie mówi się o niej „žobráčňa”. W tym samym czasie obok powstała wnęka ze sceną Męki Pańskiej.
Na zewnętrznej południowej ścianie południowej kaplicy znajduje się zegar słoneczny z roku 1662. Posiada kwadratowy kształt i cyferblat z rzymskimi cyframi z podziałem kwadransowym. Na cyferblacie napis łaciński „FILIOLI, NOVISSIMA HORA!” („Synkowie, wybiła godzina!”).
Pierwotnie we wnętrzu kościoła znajdował się zestaw cennych gotyckich ołtarzy skrzydłowych oraz bogaty mobiliarz. Wyposażenie to w większości nie zachowało się – zostało wyrabowane lub spalone w czasie wspomnianego napadu kuruców. Pozostał pozłacany gotycki pacyfikał, pozłacany gotycki kielich i srebrna gotycka kadzielnica. Najcenniejszym obiektem jest monstrancja, zwana „monstrancją Jana Korwina” – obecnie jedna z najstarszych na Słowacji.
Kościół był restaurowany pod koniec lat 50. XX w. Wykonano rekonstrukcję dachu oraz renowację innych elementów. W 1957 r. na zewnętrznych ścianach świątyni znalezione zostały fragmenty późnośredniowiecznych fresków z początku XVI w. ze scenami biblijnymi (m.in. Zdjęcie z krzyża i św. Krzysztof), przykryte późniejszymi malowidłami renesansowymi. Ich zły stan jednak nie pozwalał na renowację i zostały one pokryte nowym tynkiem.
W 1963 r. kościół został wpisany do centralnego czechosłowackiego rejestru zabytków.
W 1969 r. kościół został okradziony.